# Santa Bárbara (Lourinhã)
A Freguesia de Santa Bárbara é uma freguesia portuguesa do Município da Lourinhã com 11,99 km² de área e 2031 habitantes (censo de 2021), tendo, por isso, uma densidade populacional de 169,4 hab./km².
É também chamada de Marquiteira, embora Marquiteira seja apenas um lugar pertencente à freguesia, talvez o mais importante. Ventosa e Pregança são outros lugares desta freguesia assim como uma série de mini-povoados, nomeadamente, Casais de Porto Dinheiro, Barrocas, Fonte Lima, Pia de Mestre, Casal de Santa Bárbara, Casal Vale Jameira, Casais do Araújo e Casal Vale da Cruz.

## Demografia
Nota: A freguesia foi criada, pelo decreto-lei n.º 38.955, de 16/10/1952 com lugares desanexados da freguesia da Lourinhã. Com lugares desta freguesia foi criada pela Lei n.º 59/84, de 31 de dezembro, a freguesia de Ribamar.
A população registada nos censos foi:
| Distribuição da População por Grupos Etários | Distribuição da População por Grupos Etários | Distribuição da População por Grupos Etários | Distribuição da População por Grupos Etários | Distribuição da População por Grupos Etários |
| -------------------------------------------- | -------------------------------------------- | -------------------------------------------- | -------------------------------------------- | -------------------------------------------- |
| Ano                                          | 0-14 Anos                                    | 15-24 Anos                                   | 25-64 Anos                                   | > 65 Anos                                    |
| 2001                                         | 251                                          | 238                                          | 742                                          | 183                                          |
| 2011                                         | 334                                          | 211                                          | 1096                                         | 302                                          |
| 2021                                         | 336                                          | 201                                          | 1045                                         | 449                                          |

## Equipamentos
- Parque da Fonte Lima